# 대룡초등학교 (전북)
대룡초등학교는 대한민국 전라북도 정읍시에 있었던 공립 초등학교이다.

## 연혁
- 1996년 3월 1일 대룡초등학교로 개칭
- 1999년 3월 1일 감곡초등학교로 통폐합

## 현재
학력인정 평생교육시설인 남일초중고등학교가 들어섰다.